# Oplany
Oplany (en allemand : Woplan) est une commune du district de Prague-Est, dans la région de Bohême-Centrale, en République tchèque. Sa population s'élevait à 107 habitants en 2020.

## Géographie
Oplany se trouve à 6 km au nord-nord-ouest de Sázava, à 8 km au sud de Kostelec nad Černými lesy et à 37 km au nord de Prague.
La commune est limitée par Konojedy au nord, par Výžerky à l'est, par Stříbrná Skalice au sud et à l'ouest, et par Černé Voděrady à l'ouest.

## Histoire
La première mention écrite de la localité date de 1379.

## Transports
Par la route, Oplany se trouve à 8,5 km de Kostelec nad Černými lesy, à 12,5 km de Sázava et à 49 km du centre de Prague.